# Krma (hrana)
Krma so kmetijski pridelki in drugi proizvodi, ki se uporabljajo kot hrana za živali (predvsem govedo, prašiči itd.) Večinoma je rastlinskega, lahko pa tudi živalskega izvora.